# Діти з Долини Райдуг
«Діти з Долини Райдуг» — сьома книга із циклу про життя Енн Ширлі, який складається з восьми романів. Події розгортаються в Долині Райдуг. Автор: Люсі Мод Монтгомері. Дата публікації: 1919 рік.

## Сюжет
Невпинні й неминучі зміни в житті Глена Святої Марії. Неподалік від Інглсайду оселяється сім'я нового пастора ― сам пан Мередіт, четверо його дітей і тітка Марта. Діти Блайтів віднаходять у нових сусідах щирих і добрих друзів; разом вони змінюються самі й змінюють долі інших ― пана Мередіта й красунь-сестер Вест, відлюдькуватого Нормана Дугласа, малої сироти Мері Ванс та подружжя Еліотів. Невідворотно ближчає й прихід страшного, загадкового Дударя ― але безтурботне дитинство триває, доки щасливої Долини Райдуг не огорнула тінь великої тривоги.

## Видання українською мовою
Визнання українських читачів цикл книжок про Енн Ширлі здобув завдяки перекладам Анни Вовченко, які побачили світ у львівському видавництві «Урбіно».

## «Енн» і туристична індустрія
Зелені Дахи — це назва фермерського господарства 19-го століття у Кавендіші (Острів Принца Едварда, Канада). Це одна з найвідоміших пам'яток в Канаді, що пов'язані з літературою. Будинок був офіційно визнаний Національно-історичною пам'яткою Канади у 1985 році, маєток розташований на території Національного парку Острів Принца Едуарда. Популярність авторки та персонажів її книг активно використовується туристичною індустрією канадської провінції Острів Принца Едварда. У туристичні маршрути включено відтворений хутір-музей Green Gables, «населений» персонажами роману. У театрах йдуть мюзикли за книгами Монтгомері. Туристам радять відвідати шоколадний магазин, де «колись купувала цукерки сама Люсі Мод» тощо.

## Розділи
| - Розділ 1. Знову вдома - Розділ 2. Гленські чутки - Розділ 3. Юні Блайти - Розділ 4. Юні Мередіти - Розділ 5. Об’явлення Мері Ванс - Розділ 6. Мері лишається в домі пастора - Розділ 7. Скандальний випадок із рибою - Розділ 8. Втручається панна Корнелія - Розділ 9. Втручається Уна - Розділ 10. Фейт і Уна прибирають у домі - Розділ 11. Страшне відкриття - Розділ 12. Пояснення й нова сенсація | - Розділ 13. Дім на пагорбі - Розділ 14. Пані Девіс приходить у пасторський дім - Розділ 15. Знову чутки - Розділ 16. Зуб за зуб - Розділ 17. Подвійна звитяга - Розділ 18. Мері приносить жахливу звістку - Розділ 19. Бідолашний Адам! - Розділ 20. Фейт знаходить друга - Розділ 21. Неможливе слово - Розділ 22. Сент-Джордж усе знає - Розділ 23. Виховний клуб - Розділ 24. Порив милосердя | - Розділ 25. Новий скандал і нове «пояснення» - Розділ 26. Панна Корнелія змінює думку - Розділ 27. Духовний піснеспів - Розділ 28. День посту - Розділ 29. Страшна історія - Розділ 30. Привид на кам’яній огорожі - Розділ 31. Карл спокутує провину - Розділ 32. Двоє впертих людей - Розділ 33. Карла не відшмагали - Розділ 34. Уна йде в дім на пагорбі - Розділ 35. «Нехай приходить Дудар!» |

## Інші книги
| # | Назва книги                   | Дата публікації | Вік Енн Ширлі |
| 1 | Енн із Зелених Дахів          | 1908            | 11-16         |
| 2 | Енн із Ейвонлі                | 1909            | 16-18         |
| 3 | Енн із Острова Принца Едварда | 1915            | 18-22         |
| 4 | Енн із Шелестких Тополь       | 1936            | 22-25         |
| 5 | Енн у Домі Мрії               | 1917            | 25-27         |
| 6 | Енн із Інглсайду              | 1939            | 34-40         |
| 7 | Діти з Долини Райдуг          | 1919            | 41            |
| 8 | Рілла з Інглсайду             | 1921            | 49-53         |

| # | Назва книги                       | Дата публікації | Вік Енн Ширлі |
| — | Ейвонлійські хроніки              | 1912            | —             |
| — | Ейвонлійські хроніки. Продовження | 1920            | —             |
| — | The Blythes Are Quoted            | 2009            | —             |

## Джерело
1. ↑  (unspecified title) — ISBN 978-0-553-26921-5
2. ↑  Діти з Долини Райдуг (Енн-7): придбати в "Урбіно". urbino.com.ua. Архів оригіналу за 27 серпня 2019. Процитовано 27 серпня 2019.